# Ugo Anzile
Ugo Anzile (Pocenia, Itàlia, 2 de febrer de 1931 - Metz, França, 25 d'abril de 2010) va ser un ciclista italià de naixement que el 15 d'octubre de 1954 es nacionalitzà francès. Fou professional entre el 1952 i 1958. El seu germà Guido, i els seus tiets Gino i Giuseppe Sciardis, foren també ciclistes professionals. En el seu palmarès destaca la victòria al Gran Premi de Plouay de 1954.
El 1962, una vegada retirat, creà la fàbrica de rajoles Anzile Carrelage.

## Palmarès
- 1952
  - 1r al Tour de l'Oest
  - 1r a la Polymultipliée lyonnaise
- 1953
  - 1r al Tour d'Alsàcia-Lorena i vencedor d'una etapa
- 1954
  - 1r al Gran Premi de Plouay

### Resultats al Tour de França
- 1953. 20è de la classificació general
- 1955. 33è de la classificació general
- 1956. Abandona (16a etapa)
- 1957. Abandona (8a etapa)